# The Sky, the Earth & All Between
The Sky, the Earth & All Between es el undécimo álbum de estudio de la banda británica de metalcore Architects. Fue lanzado el 28 de febrero de 2025 a través de Epitaph Records.  El álbum fue producido por el ex-teclista de Bring Me the Horizon Jordan Fish. El álbum es la continuación del anterior álbum de la banda The Classic Symptoms of a Broken Spirit (2022), y es el primero sin el guitarrista principal Josh Middleton desde All Our Gods Have Abandoned Us (2016), quien abandonó amistosamente la banda en 2023 debido a diferencias creativas.
El título del álbum está tomado de una letra de la canción de apertura "Elegy".

## Antecedentes y lanzamiento
El 4 de diciembre de 2023, la banda lanzó por sorpresa el sencillo principal del álbum, "Seeing Red", anunciando al mismo tiempo una gira por Norteamérica con el apoyo de Of Mice & Men y While She Sleeps que se llevaría a cabo durante mayo de 2024. El 9 de abril, la banda lanzó "Curse" como el segundo sencillo del álbum, mientras promocionaban y tocaban los dos sencillos en vivo en las fechas de la gira como teloneros de Metallica y en su gira principal por Norteamérica el mes siguiente. También se reveló que "Curse" fue producido por el exmiembro de Bring Me the Horizon Jordan Fish, con quien anteriormente fueron fotografiados en el estudio, insinuando el próximo álbum de la banda.
El 19 de noviembre de 2024, la banda reveló oficialmente The Sky, the Earth & All Between como su undécimo álbum de estudio programado para el 28 de febrero de 2025. Junto con el anuncio, lanzaron el tercer sencillo del álbum, "Whiplash", con un video musical. El 14 de enero de 2025, se lanzó el cuarto sencillo "Blackhole", que estuvo acompañado de un video musical cinematográfico. En la semana anterior al lanzamiento, la banda lanzó dos sencillos con 48 horas de diferencia entre sí, "Everything Ends" el 24 de febrero y "Brain Dead" con House of Protection el 26 de febrero.

## Composición
El álbum ha sido descrito sonoramente como metalcore, nu metal, y metal alternativo.

## Lista de canciones
Todas las letras escritas por Dan Searle, toda la música compuesta por Sam Carter, Dan Searle y Jordan Fish, excepto algunas notas. 
| N.º | Título                                 | Duración |  |
| 1.  | «Elegy»                                | 3:35     |  |
| 2.  | «Whiplash»                             | 3:46     |  |
| 3.  | «Blackhole»                            | 3:20     |  |
| 4.  | «Everything Ends»                      | 3:40     |  |
| 5.  | «Brain Dead» (con House of Protection) | 2:48     |  |
| 6.  | «Evil Eyes»                            | 3:51     |  |
| 7.  | «Landmines»                            | 3:34     |  |
| 8.  | «Judgement Day» (con Amira Elfeky)     | 3:14     |  |
| 9.  | «Broken Mirror»                        | 3:10     |  |
| 10. | «Curse»                                | 3:01     |  |
| 11. | «Seeing Red»                           | 3:40     |  |
| 12. | «Chandelier»                           | 4:06     |  |

## Posicionamiento en lista
| Lista (2025)                                 | Mejor posición |
| -------------------------------------------- | -------------- |
| Alemania (Offizielle Top 100)                | 3              |
| Australian Albums (ARIA)                     | 8              |
| Austria (Ö3 Austria)                         | 5              |
| Bélgica (Ultratop Flandes)                   | 24             |
| Bélgica (Ultratop Valonia)                   | 17             |
| Escocia (Scottish Albums Chart)              | 7              |
| Estados Unidos (Billboard 200)               | 152            |
| Estados Unidos (Independent Albums)          | 21             |
| US Top Rock & Alternative Albums (Billboard) | 29             |
| Finlandia (Suomen virallinen lista)          | 30             |
| New Zealand Albums (RMNZ)                    | 40             |
| Swedish Hard Rock Albums (Sverigetopplistan) | 8              |
| Países Bajos (Album Top 100)                 | 33             |
| Reino Unido (UK Albums Chart)                | 2              |
| Reino Unido (UK Independent Albums)          | 2              |
| Reino Unido (UK Rock & Metal Albums)         | 1              |
| Suiza (Schweizer Hitparade)                  | 9              |

## Personal
Architects
- Sam Carter – Voz
- Alex Dean – Bajo y teclados
- Dan Searle – Batería y programación
- Adam Christianson – Guitarra rítmica

Músicos adicionales
- House of Protection: Actuación invitada (pista 5).
  - Stephen Harrison - Voces
  - Aric Improta  - Voces
- Amira Elfeky: voz (pista 8).